# Presidência de Ronald Reagan
A Presidência de Ronald Reagan teve início em 20 de janeiro de 1981, quando foi empossado o 40ºPresidente dos Estados Unidos. Ronald Wilson Reagan nasceu no estado do Illinois em 6 de fevereiro de 1911, e após ter sido governador da Califórnia entre 1967 e 1975, foi vitorioso nas eleições presidenciais de 1980, derrotando o então Presidente Jimmy Carter que buscava uma reeleição.
O período em Reagan governou o país ficou conhecido historicamente como "a Revolução Reagan" devido ao realinhamento norte-americano às políticas interna e externa conservadoras. A administração Reagan seguiu uma doutrina basicamente anticomunista com relação à própria União Soviética e entre outros países, buscando ativamente um retrocesso ou colapso desta assim como um fim pacífico para a Guerra Fria. 
Na política interna, Reagan buscou primeiramente reduzir o quadro de programas do governo. Introduziu diversos cortes de taxas, apesar de posteriormente ter revertido este quadro. As política econômicas lançadas logo no primeiro ano de governo, conhecidas como "Reaganomics", foram perpetuadas como um modelo recente de economia pelo lado da oferta. O crescimento econômico foi marcante durante toda a década, exceto pela recessão do início de 1980 e o significante aumento da dívida pública do país. 
Com relação à política externa, Reagan acelerou o fortalecimento das Forças Armadas e liderou a Invasão de Granada, em 1983, o que se tornou a maior operação militar estadunidense desde a Guerra do Vietnã. A controversa "Doutrina Reagan" também forneceu apoio ideológico às forças paramilitares que se ergueram contra governos esquerdistas, particularmente na América Central e no Afeganistão. Reagan também investiu em novas tecnologias - como sistemas de defesa de mísseis - buscando confrontar, em termos de guerra ideológica - a União Soviética. Na diplomacia, Reagan foi bem-sucedido ao forjar uma forte e duradoura aliança com o governo britânico de Margaret Thatcher e trabalhou exaustivamente com o presidente soviético Mikhail Gorbachev para alcançar o fim da Guerra Fria. Em contrapartida, o Caso Irã-Contras foi responsável pelo afastamento de alguns assessores de Reagan durante seus segundo mandato. 

## Eleições de 1980

O voto do colégio eleitoral de 1980

Reagan, que serviu como governador da Califórnia de 1967 a 1975, perdeu por pouco as primárias presidenciais republicanas de 1976 para o presidente em exercício Gerald Ford. Com a derrota da Ford pelo democrata Jimmy Carter na eleição de 1976 , Reagan tornou-se imediatamente o favorito para a indicação presidencial republicana de 198, um queridinho do movimento conservador, Reagan enfrentou republicanos mais moderados, como George HW Bush, Howard Baker e Bob Dole nas primárias presidenciais republicanas de 1980. 
Enquanto isso, Carter ganhou a indicação democrata, derrotando um desafio nas primárias do senador Ted Kennedy. Pesquisas realizadas após as convenções do partido mostraram uma disputa empatada entre Reagan e Carter, enquanto o candidato independente John B. Anderson teve o apoio de muitos moderados.
A campanha geral de 1980 entre Reagan e Carter foi conduzida em meio a uma série de preocupações domésticas e a contínua crise de reféns do Irã. Depois de ganhar a indicação republicana, Reagan voltou-se para o centro. Embora continuasse defendendo um importante corte de impostos, Reagan desistiu de seu apoio ao livre comércio e à privatização da Previdência Social e prometeu considerar tratados de controle de armas com a União Soviética. Em vez disso, ele procurou focar a corrida no manejo da economia por Carter. Atolado em um índice de aprovação na casa dos 30 anos, Carter também empreendeu uma campanha negativa, focando no suposto risco de guerra se Reagan assumisse o cargo.
Reagan obteve 50,7% do voto popular e 489 dos 538 votos eleitorais. Carter obteve 41% do voto popular e 49 votos eleitorais, enquanto Anderson obteve 6,6% do voto popular. Nas simultâneas para o eleições Congresso, os republicanos assumiram o controle do Senado pela primeira vez desde 1950, enquanto os democratas mantiveram o controle da Câmara dos Representantes.

## Tentativa de assassinato
Em 30 de março de 1981, apenas 69 dias após o início da nova administração, Reagan e sua comitiva foram atingidos por tiros do assassino John Hinckley Jr. fora do Washington Hilton Hotel. Embora Reagan tenha sido inicialmente relatado como "perto da morte", ele se recuperou e teve alta do hospital em 11 de abril, tornando-se o primeiro presidente em exercício a sobreviver sendo ferido em uma tentativa de assassinato. A tentativa de assassinato fracassada teve grande influência na popularidade de Reagan; pesquisas indicam que seu índice de aprovação ficou em torno de 73%. Muitos especialistas e jornalistas mais tarde descreveram o assassinato fracassado como um momento crítico na presidência de Reagan, já que sua popularidade recém-descoberta proporcionou um impulso crítico na aprovação de sua agenda doméstica.

## Assuntos internos

### Economia
Reagan assumiu o cargo em meio a péssimas condições econômicas, à medida que o país vivia estagflação, fenômeno em que tanto a inflação quanto o desemprego eram elevados. A economia experimentou um breve período de crescimento no início do primeiro ano de Reagan no cargo, mas mergulhou em uma recessão em julho de 1981. Nos anos posteriores o país se recuperou com queda do desemprego e da inflação.

#### Redução de impostos

Delineando seu plano para Redução Legislação Tributária do Escritório Oval em um discurso televisionado, julho 1981

Reagan implementou políticas econômicas baseadas na economia pelo lado da oferta, defendendo o laissez-faire e o livre mercado. As políticas tributárias de Reagan se assemelhavam às instituídas pelo presidente Calvin Coolidge e pelo secretário do Tesouro, Andrew Mellon, na década de 1920, mas Reagan também foi fortemente influenciado por economistas contemporâneos como Arthur Laffer, que rejeitou as visões então dominantes dos economistas keynesianos. Reagan confiou em Laffer e outros economistas para argumentar que os cortes de impostos reduziriam a inflação, o que ia contra a visão keynesiana prevalecente.
Em julho de 1981, o Senado votou por 89-11 a favor do projeto de corte de impostos favorecido por Reagan, e a Câmara subsequentemente aprovou o projeto por 238-195 votos. O Economic Recovery Tax Act de 1981 cortou a taxa de imposto marginal superior de 70% para 50%, reduziu o imposto sobre ganhos de capital de 28% para 20%, mais do que triplicou a quantidade de dinheiro herdado isento do imposto sobre heranças e cortou imposto sobre sociedades. O sucesso de Reagan em aprovar um grande projeto de lei tributária e cortar o orçamento federal foi saudado como a "Revolução Reagan" por alguns repórteres; um colunista escreveu que o sucesso legislativo de Reagan representou a "iniciativa doméstica mais formidável que qualquer presidente já realizou desde os Cem Dias de Franklin Roosevelt ".

### Gastos do governo
Reagan priorizou cortes de impostos em vez de cortes de gastos, argumentando que uma receita menor acabaria por exigir gastos menores. No entanto, Reagan estava determinado a diminuir os gastos do governo e reverter ou desmantelar os programas da Grande Sociedade, como o Medicaid e o Office of Economic Opportunity.
Como Reagan não estava disposto a combinar seus cortes de impostos com cortes nos gastos com defesa ou previdência social, o aumento dos déficits tornou-se um problema. Esses déficits foram exacerbados pela do recessão início de 1980 , que cortou a receita federal. Incapaz de conseguir mais cortes de gastos internos e pressionado para resolver o déficit, Reagan foi forçado a aumentar os impostos depois de 1981. No entanto, a dívida nacional mais do que triplicou entre o ano fiscal de 1980 e o ano fiscal de 1989, passando de $ 914 bilhões para US $ 2,7 trilhões, enquanto a dívida nacional como porcentagem do PIB aumentou de 33% em 1981 para 53% em 1989. Reagan nunca apresentou um orçamento equilibrado durante seu mandato.

### Criminalidade e política anti drogas

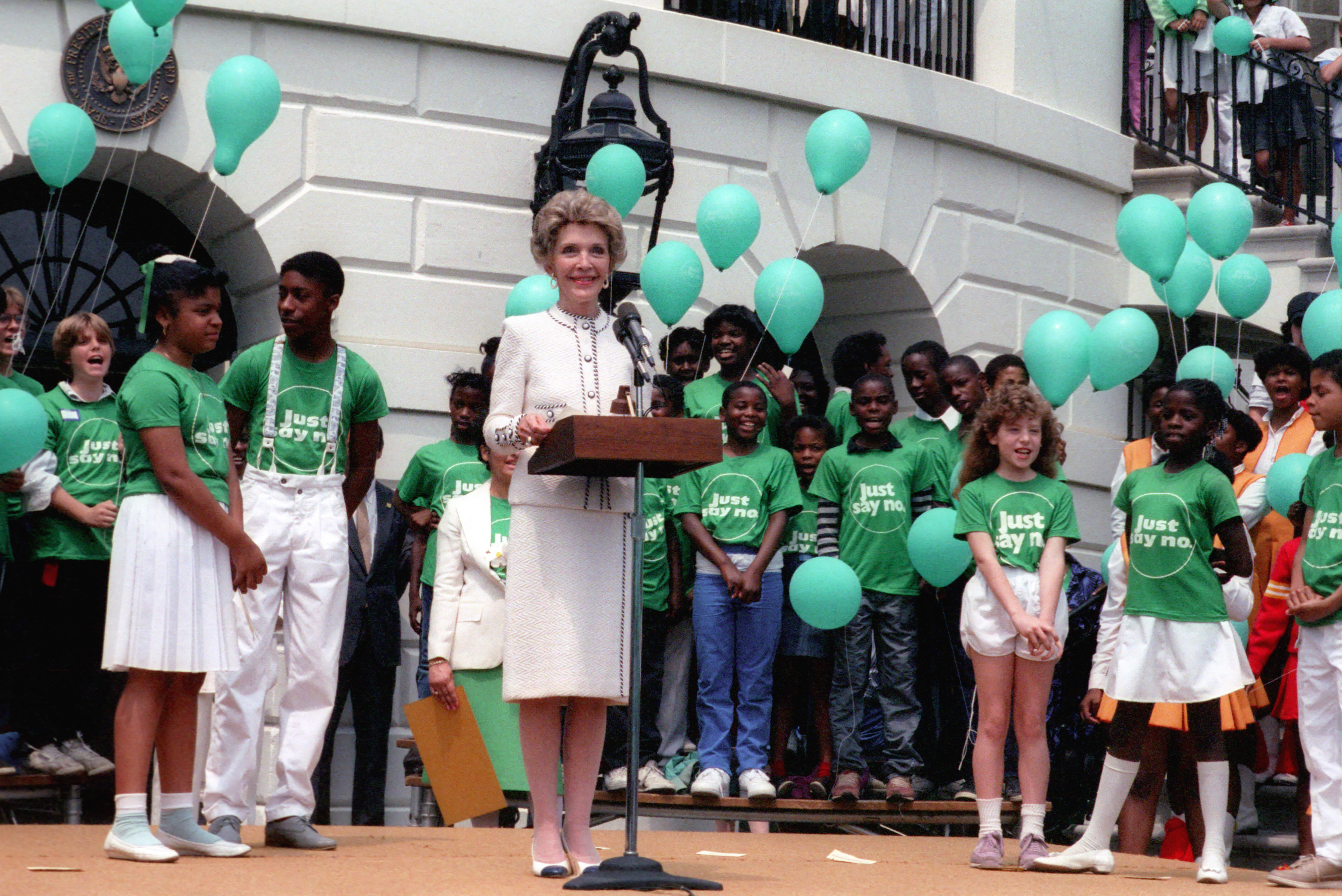
A primeira-dama Nancy Reagan em um comício na Casa Branca

Pouco depois de tomar posse, Reagan declarou políticas mais militantes na "Guerra às Drogas". Ele prometeu uma "campanha planejada e orquestrada" contra todas as drogas, na esperança de diminuir o uso de drogas, principalmente entre adolescentes. A "epidemia de crack", que viu um grande número de indivíduos se tornarem dependentes de crack e pode ter desempenhado um papel em vários assassinatos, emergiu como uma grande área de preocupação pública. primeira-dama Nancy Reagan fez da Guerra contra as Drogas sua principal causa como primeira-dama, fundando a campanha "Just Say No" de conscientização sobre as drogas.
Os críticos acusaram as políticas de Reagan de promover disparidades raciais significativas na população carcerária, foram ineficazes na redução da disponibilidade de drogas ou do crime nas ruas e tiveram um grande custo financeiro e humano para a sociedade americana. Apoiadores argumentaram que o número de adolescentes usuários de drogas diminuiu durante os anos de Reagan no cargo.

## Assuntos externos

### Escalada da Guerra Fria
Reagan intensificou a Guerra Fria, acelerando a reversão da política de détente iniciada em 1979 após a invasão soviética do Afeganistão. Reagan temia que a União Soviética tivesse obtido uma vantagem militar sobre os Estados Unidos, e a administração Reagan esperava que o aumento dos gastos militares concedesse superioridade militar aos EUA e enfraquecesse a economia soviética. Reagan ordenou um aumento maciço das Forças Armadas dos Estados Unidos.

### Doutrina Reagan
Sob uma política que veio a ser conhecida como a Doutrina Reagan, o governo Reagan forneceu ajuda aberta e encoberta aos movimentos de anticomunistas resistência em um esforço para " reverter " os governos comunistas apoiados pelos soviéticos na África, Ásia e América Latina. Reagan implantou a Divisão de Atividades Especiais da CIA para o Afeganistão e Paquistão, e a CIA foi fundamental no treinamento, equipamento e liderança das forças Mujahideen contra o Exército Soviético na Guerra Soviético-Afegã.

### Caso Irã-Contras
Em 1979, um grupo de rebeldes de esquerda na Nicarágua conhecido como Sandinistas derrubou o presidente da Nicarágua e instalou Daniel Ortega como líder do país. Temendo que os comunistas assumiriam o controle da Nicarágua se ela permanecesse sob a liderança dos sandinistas, o governo Reagan autorizou o diretor da CIA, William J. Casey, a armar os contra de direita.
A administração Reagan vendeu mais de 2.000 mísseis ao Irã sem informar o Congresso; O Hezbollah libertou quatro reféns, mas capturou outros seis americanos. Por iniciativa de Oliver North, assessor do Conselho de Segurança Nacional, o governo Reagan redirecionou o produto das vendas de mísseis aos Contras. As transações se tornaram de conhecimento público no início de novembro de 1986. Reagan inicialmente negou qualquer irregularidade, mas em 25 de novembro anunciou que Poindexter e North haviam deixado a administração e que ele formaria o Comissão da Torre para investigar as transações.

### Fim da Guerra Fria

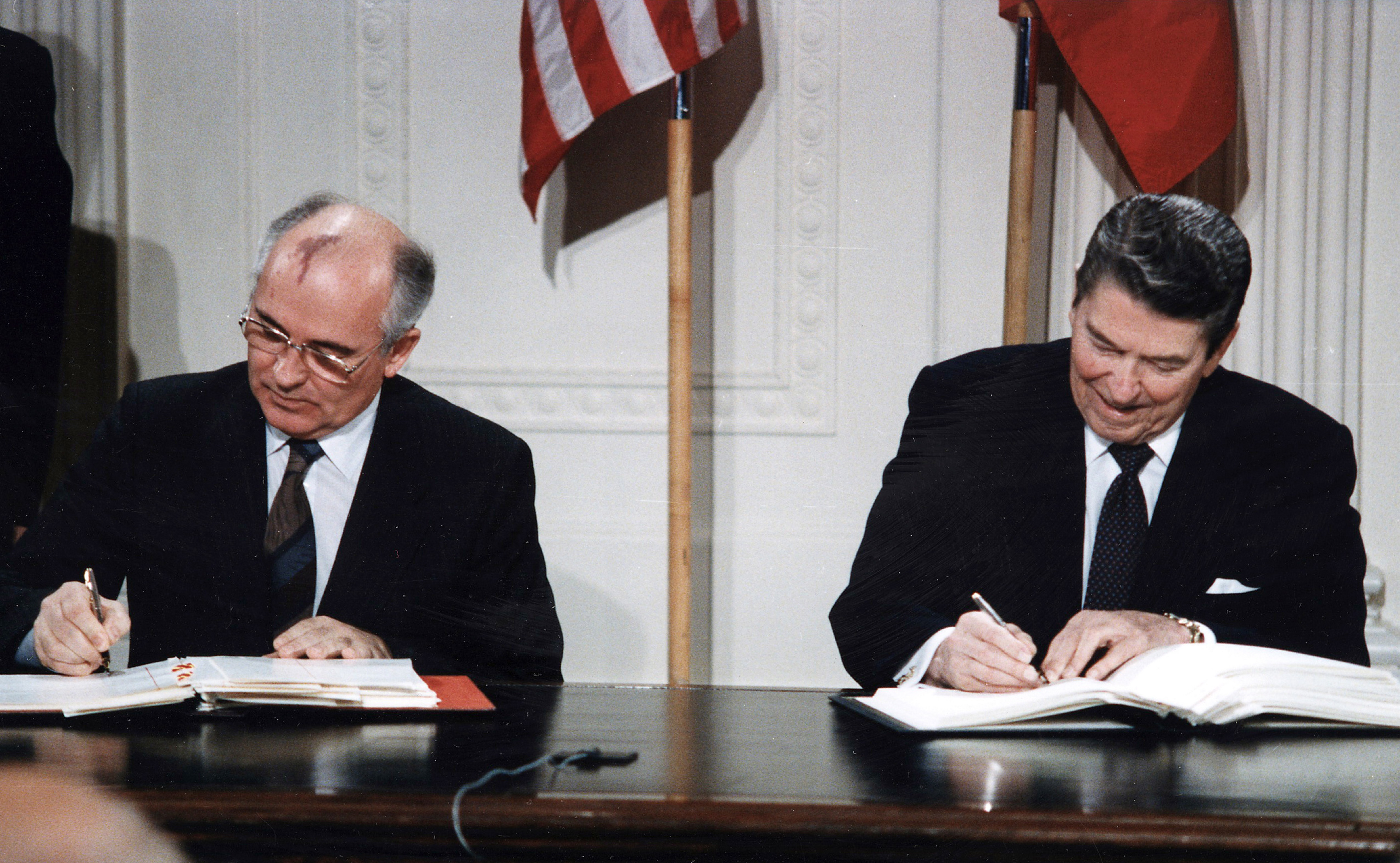
Gorbachev e Reagan assinam o Tratado INF na Casa Branca, 1987

Três diferentes líderes soviéticos morreram entre 1982 e 1985, deixando os soviéticos com uma liderança instável até Mikhail Gorbachev chegar ao poder em 1985. Gorbachev era menos rígido ideologicamente do que seus predecessores e acreditava que a União Soviética precisava urgentemente de reformas econômicas e políticas. Em 1986, ele introduziu suas reformas gêmeas, perestroika e glasnost , que mudariam as condições políticas e econômicas da União Soviética. Buscando reduzir os gastos militares e minimizar a possibilidade de guerra nuclear, ele também procurou reabrir as negociações com os Estados Unidos sobre o controle de armas.
Reagan reconheceu a mudança na direção da liderança soviética sob Gorbachev e mudou para a diplomacia, com o objetivo de encorajar o líder soviético a buscar acordos de armas substanciais. A missão pessoal de Reagan era alcançar um mundo livre de armas nucleares, que de acordo com Jack F. Matlock Jr., embaixador de Reagan em Moscou, ele considerava "totalmente irracional, totalmente desumano, bom para nada além de matar, possivelmente destrutivo da vida na terra e civilização." Gorbachev e Reagan concordaram em se reunir na Cúpula de Genebra de 1985, onde emitiram uma declaração conjunta indicando que nem os EUA nem a União Soviética "buscariam alcançar a superioridade militar".
Quando Reagan visitou Moscou para uma quarta cúpula com Gorbachev em 1988, ele foi visto como uma celebridade pelos soviéticos. Um jornalista perguntou ao presidente se ele ainda considerava a União Soviética o império do mal. "Não", respondeu ele, "estava falando de outra época, de outra era." A pedido de Gorbachev, Reagan fez um discurso sobre o mercado livre na Universidade Estadual de Moscou. Em dezembro de 1988, Gorbachev renunciou efetivamente à Doutrina Brezhnev, abrindo caminho para a democratização na Europa Oriental. Em novembro de 1989, dez meses após Reagan deixar o cargo, o Muro de Berlim caiu. A Guerra Fria foi declarada não oficialmente na Cúpula de Malta no mês seguinte.

## Idade e saúde
Na época de sua posse, Reagan era a pessoa mais velha a tomar posse como presidente (69 anos). Tendo atingido a idade de 77 quando seu segundo mandato terminou, ele era a pessoa mais velha a ocupar o cargo - até a posse de Joe Biden em 2021.
O ex-correspondente da Casa Branca Lesley Stahl escreveu mais tarde que ela e outros repórteres notaram o que podem ter sido os primeiros sintomas da posterior de Reagan da doença de Alzheimer. No entanto, o médico principal de Reagan, Dr. John Hutton, disse que Reagan "absolutamente" não "mostrou quaisquer sinais de demência ou Alzheimer" durante sua presidência. Seus médicos notaram que ele começou a exibir sintomas de Alzheimer somente depois que deixou a Casa Branca.
Em 13 de julho de 1985, Reagan foi submetido a uma cirurgia para remover pólipos de seu cólon , causando a primeira invocação da Presidente em exercício da cláusula da 25ª Emenda. Em 5 de janeiro de 1987, Reagan foi submetido a uma cirurgia de câncer de próstata, o que causou mais preocupações sobre sua saúde.

## Avaliação e legado

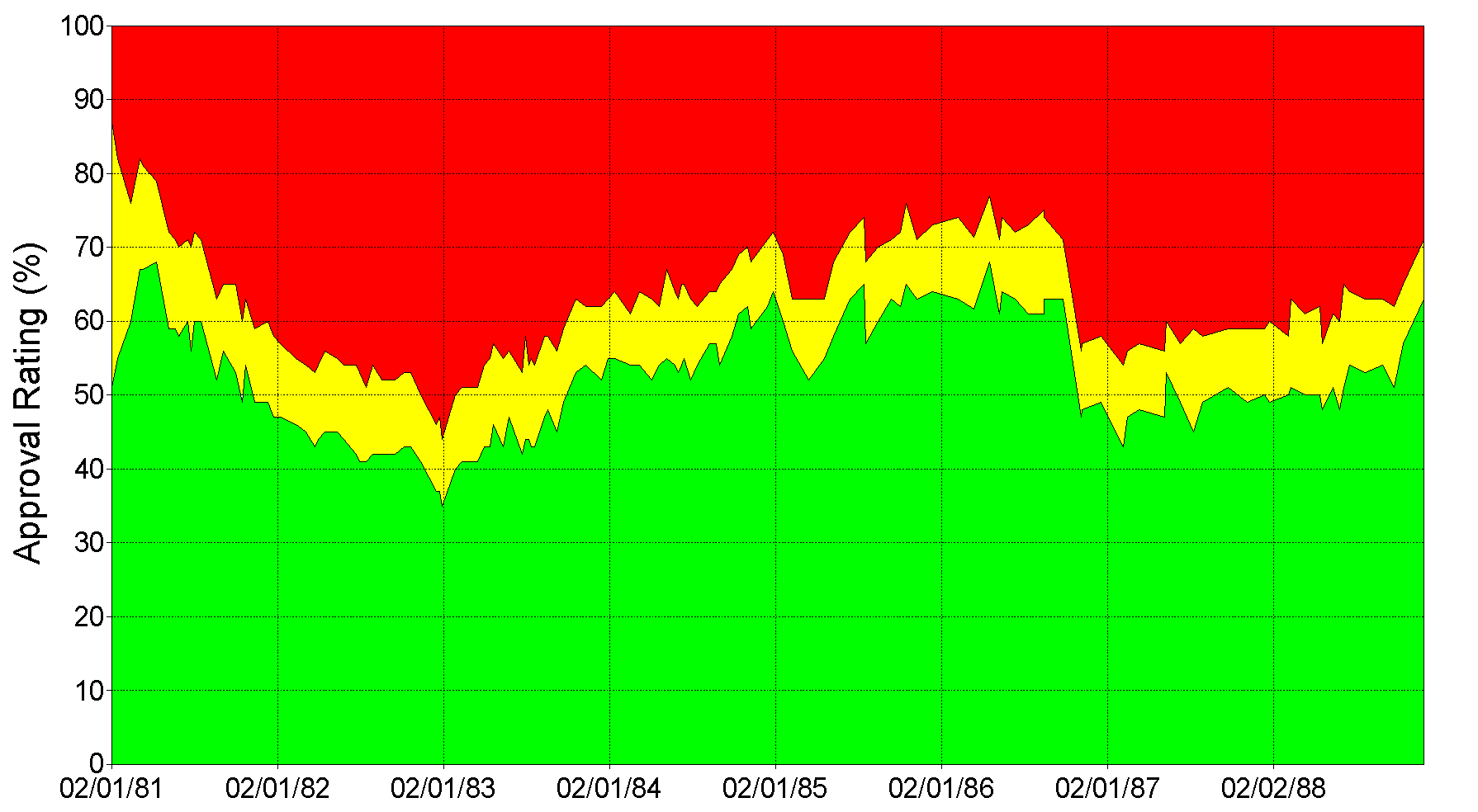
Gráfico dos índices de aprovação de Reagan nas Gallup pesquisas

Desde que Reagan deixou o cargo em 1989, um debate substancial ocorreu entre estudiosos, historiadores e o público em geral em torno de seu legado. Apoiadores apontaram para uma economia mais eficiente e próspera como resultado das políticas econômicas de Reagan, triunfos da política externa incluindo um fim pacífico para a Guerra Fria, e uma restauração do orgulho e moral americanos. Os proponentes também argumentam que Reagan restaurou a fé no Sonho Americano após um declínio na confiança e autorrespeito americanos sob a liderança percebida de Jimmy Carter, particularmente durante a crise dos reféns do Irã . Reagan continua a ser um símbolo importante do conservadorismo americano, da mesma forma que Franklin Roosevelt continuou a servir como um símbolo do liberalismo muito depois de sua própria morte. 
Os críticos afirmam que as políticas econômicas de Reagan resultaram em crescentes déficits orçamentários, uma mais ampla lacuna na riqueza e um aumento nos desabrigados. liberais desaprovaram especialmente os cortes de impostos simultâneos de Reagan para os ricos e cortes de benefícios para os pobres. Alguns críticos afirmam que o caso Irã-Contra diminuiu a credibilidade americana. Em seu livro popular, The Rise and Fall of the Great Powers, o historiador Paul Kennedy argumentou que o alto nível de defesa de Reagan acabaria por levar ao declínio dos Estados Unidos como uma grande potência.
Apesar do debate contínuo em torno de seu legado, muitos estudiosos conservadores e liberais concordam que Reagan tem sido um dos presidentes mais influentes desde Franklin Roosevelt, deixando sua marca na política, diplomacia, cultura e economia americanas por meio de sua comunicação eficaz, patriotismo dedicado e pragmático. Desde que ele deixou o cargo, os historiadores chegaram a um consenso, conforme resumido pelo historiador britânico MJ Heale, que descobriu que os estudiosos agora concordam que Reagan reabilitou o conservadorismo, virou a nação para a direita, praticou um conservadorismo consideravelmente pragmático que equilibrava a ideologia e as restrições da política reviveram a fé na presidência e no excepcionalismo americano e contribuíram para a vitória na Guerra Fria. Hugh Heclo argumenta que o próprio Reagan falhou em reverter o - estado de bem estar , mas que ele contribuiu para uma mudança nas atitudes que levou à derrota dos esforços para expandir ainda mais o estado de bem-estar. Heclo argumenta ainda que a presidência de Reagan tornou os eleitores e líderes políticos americanos mais tolerantes com os déficits e mais contrários à tributação. Em 2017, uma pesquisa C-SPAN de acadêmicos classificou Reagan como o nono maior presidente. Uma pesquisa de 2018 dos presidentes da American Political Science Association e da seção de Política Executiva também classificou Reagan como o nono maior presidente.